# Sergio Goycochea
Sergio Javier Goycochea (Zárate, 17 de outubro de 1963) é um ex-futebolista argentino que atuava como goleiro.
Destaque na Copa do Mundo de 1990, foi o principal jogador da Argentina nas partidas contra Iugoslávia e Itália, válidas pelas quartas de final e semifinais, respectivamente, do Mundial realizado na Itália. Goycochea defendeu três pênaltis, um contra a Iugoslávia e mais dois contra a Itália, nas semifinais, e assim levou a Argentina para a final do torneio, em que os sul-americanos foram derrotados pela Alemanha.
Após se aposentar dos gramados, trabalhou como ator e apresentador.

## Carreira

### Defensores Unidos
Goycochea começou sua carreira no Defensores Unidos em meados de 1979. Lá permaneceu até 1982, quando foi comprado pelo River Plate.

### River Plate
Apesar de ter chegado ao River em 1982, Goycochea só estreou pelo clube no dia 28 de agosto de 1983, atuando num empate por 2 a 2 contra o Estudiantes, em jogo válido pelo Campeonato Argentino. Mesmo tendo passado muito tempo na reserva de Nery Pumpido, não deixou de se destacar quando teve oportunidades. No total, atuou em 58 partidas, conquistando com os Millonarios os títulos do Campeonato Argentino (1985–86), da Libertadores (1986) e da Copa Intercontinental (1986).

### Millonarios
Goycochea foi substituto de Nery Pumpido no River Plate por vários épocas e em 1989 buscou um novo horizonte. Chegou ao Millonarios, então atual campeão da Colômbia, que buscava a conquista da Libertadores da América. Com pouco mais de um ano, conquistou o carinho dos torcedores pelas suas brilhantes atuações. Tal era seu nível que a Albiceleste comandada por Carlos Bilardo o convocou para a Copa do Mundo de 1990, realizada na Itália. Encerrou sua passagem por Bogotá após atuar em 49 partidas, sendo 39 no Campeonato Colombiano e 10 na Libertadores.

### Racing
Após as boas atuações na Copa do Mundo, o Racing contratou Goycochea em 1990.

### Brest
Sergio Goycochea jogou por alguns meses na França, no Brest (atual Stade Brestois 29), em 1991, sendo titular em uma partida contra o Stade Lavallois. Em novembro, no entanto, o clube foi mais uma vez rebaixado (na terceira divisão) e perdeu o status de profissional, indo à falência.

### Cerro Porteño
Em 1992 foi contratado pelo Cerro Porteño para disputa do título do Ciclón na Libertadores. Contudo, o clube caiu nas quartas de final para o Barcelona de Guayaquil, justo nos pênaltis. Ainda assim Goycochea defendeu quatro cobranças, mas seus companheiros desperdiçaram as cinco.

### Olimpia
No Olimpia, foi o nome de peso contratado para substituir o paraguaio Ever Hugo Almeida, que encerrou sua carreira no início dos anos 90 após 18 anos como goleiro do time. Goyco chegou perdeu final continental, a da primeira Copa CONMEBOL, em 1992, para o Atlético Mineiro.

### Retorno ao River Plate
Em 1993 foi contratado pelo novamente pelo River, onde venceu o Apertura de 1993. O goleiro fez parte de um time que tinha ainda Marcelo Gallardo, Hernán Crespo, Ramón Medina Bello, Ariel Ortega e era dirigido por Daniel Passarella.

### Deportivo Mandiyú
Em 94 jogou no modesto clube argentino Deportivo Mandiyú.

### Internacional
Em julho de 1995, Goycochea foi contratado pelo Internacional. Saudado fortemente pela torcida colorada, o jogador foi um dos destaques do Inter na campanha do 1º turno do Campeonato Brasileiro de 1995. Contudo, o time caiu de rendimento e não fez um bom 2º turno.
Em 1996, Goycochea permaneceu no Colorado até o fim do Gauchão, em uma decepcionante campanha. No entanto, o arqueiro teve a passagem abreviada por uma lesão.

### Vélez Sársfield
Entre 1996 e 1997 jogou pelo Vélez Sársfield, mas já sem brilho.

### Newell's Old Boys
Em julho de 1997, Goycochea foi contratado pelo Newell's Old Boys. Quase dois anos depois, no dia 22 de fevereiro de 1999, anunciou sua aposentadoria.

## Seleção Nacional

### Copa do Mundo 1990
Goycochea chegou à Itália com a reputação de um goleiro muito talentoso, mas ele não foi necessariamente o primeiro goleiro que todos os torcedores argentinos esperavam ser listados no topo da tabela do elenco. Porém no jogo entre Argentina e União Soviética Nery Pumpido quebrou a perna direita. Assim, Goyco entrou e passou a substituí-lo. E nos jogos contra Iugoslávia e Itália, Goyco foi herói levando a Argentina à final com suas defesas de penais.

### Outras competições
Na Seleção Argentina, ainda conquistou duas edições da Copa América, em 1991 e 1993, a Copa das Confederações de 1992 e Copa Artemio Franchi de 1993, onde defendeu dois pênaltis contra a Dinamarca. Além disso, fez parte do grupo que disputou a Copa América de 1987.
Tem ascendência basca; a forma original de seu sobrenome é Goikoetxea, curiosamente o mesmo sobrenome de dois jogadores da Seleção Espanhola de seu tempo: Ion Andoni Goikoetxea Lasa e Andoni Goikoetxea Olaskoaga.

## Pós-futebol
Após se aposentar das traves, Goycochea passou a apresentar diversos programas esportivos e reality shows. O ex-goleiro surpreendeu ao participar da telenovela argentina Por amarte así, exibida no primeiro semestre de 2017, onde interpretou um dos personagens principais.
Em 2021, aos 57 anos, estreou como ator no teatro da Broadway. Goycochea atuou na peça Bendito tú eres, que conta a história do reencontro de antigos colegas de turma no ensino secundário e que agora mudaram muito, inclusive no gênero sexual, com alguns se tornando drag queens.

## Títulos
River Plate
- Campeonato Argentino: 1985–86 e 1993 (Apertura)
- Copa Libertadores da América: 1986
- Copa Interamericana: 1986
- Copa Intercontinental: 1986

Millonarios
- Campeonato Colombiano: 1988

Seleção Argentina
- Copa América: 1991 e 1993
- Copa das Confederações FIFA: 1992
- Copa dos Campeões CONMEBOL–UEFA: 1993